# John Taylor (homme politique)
Pour les articles homonymes, voir John Taylor.
John Mark Taylor (19 août 1941 - 30 mai 2017) est un avocat britannique et un homme politique du Parti conservateur qui est député pour Solihull de 1983 à 2005, quand il perd son siège face à Lorely Burt des démocrates libéraux par une marge de 279 voix aux élections générales de 2005. Il est auparavant Député européen et chef du conseil du comté de West Midlands. Il est ministre subalterne sous John Major.

## Jeunesse
Il étudie à l'école indépendante Bromsgrove et au College of Law. Il est associé principal chez John Taylor & Co. solicitors.
Il commence sa carrière au Conseil du comté de Solihull en 1971, puis au Conseil du comté de West Midlands Metropolitan en 1973. Il devient chef de l'opposition en 1975, chef du conseil en 1977 et vice-président de l'Association des autorités métropolitaines en 1978.

## Carrière parlementaire
Il se présente à Dudley East en février et octobre 1974.
Il est élu au Parlement européen pour Midlands East en 1979 et est le porte-parole européen des conservateurs sur le budget communautaire de 1979 à 1981. Il est vice-président du groupe conservateur au Parlement européen de 1981 à 1982.
Élu député de Solihull en 1983, il conserve le siège aux quatre élections générales suivantes. Il est secrétaire de la commission d'arrière-ban conservateur sur les affaires européennes en 1983, membre de la commission restreinte de l'environnement de 1983 à 1997, ainsi que vice-président de la commission d'arrière-banc conservatrice sur le sport.
Il est whip adjoint du gouvernement de 1988 à 1999, lord-commissaire du Trésor de 1989 à 1990 et vice-chambellan de la maison de 1990 à 2002.
De 1992 à 1995, Taylor est secrétaire parlementaire au Département du Lord grand chancelier, sous-secrétaire d'État parlementaire au Département du commerce et de l'industrie de 1995 à 1997, puis membre délégué du Conseil de l'Europe et vice-président des commissions parlementaires conservatrices du commerce et de l’industrie et des affaires juridiques. Il est whip conservateur de 1997 à 1999 et est ministre fantôme pour l'Irlande du Nord en 1999.
Il perd de peu son siège à Solihull au profit du libéral démocrate Lorely Burt dans un résultat surprise aux élections générales de mai 2005.